# Roumégoux (Cantal)
Roumégoux település Franciaországban, Cantal megyében. Lakosainak száma 329 fő (2022. január 1.). Roumégoux Cayrols, Glénat, Parlan, Saint-Saury, La Ségalassière és Le Rouget-Pers községekkel határos.

## Népesség
A település népessége az elmúlt években az alábbi módon változott:
| Lakosok száma | 283  | 211  | 197  | 238  | 297  | 310  | 313  | 314  | 316  | 329  |
|               | 1968 | 1982 | 1990 | 2006 | 2013 | 2015 | 2017 | 2019 | 2020 | 2022 |